# Sondre Turvoll Fossli
Sondre Turvoll Fossli (* 10. August 1993) ist ein ehemaliger norwegischer Skilangläufer. Er startete vorwiegend im Sprint.

## Werdegang
Fossli nahm bis 2012 an Juniorenrennen teil. 2012 bis 2015 trat er vorwiegend beim Scandinavian Cup an. Bei den Juniorenweltmeisterschaften 2011 in Otepää gewann er Silber im Sprint. Sein erstes Weltcuprennen lief im Februar 2011 in Drammen, welches er im Sprint mit dem 25. Platz beendete und damit seine ersten Weltcuppunkte gewann. Bei den Juniorenweltmeisterschaften 2012 in Erzurum holte er zweimal Bronze. Im März 2012 holte er in Drammen mit dem neunten Rang im Sprint seine erste Top-Zehn-Platzierung im Weltcup. In der Saison 2013/14 belegte er im Weltcup bei Sprintrennen in Lahti und Drammen den neunten und den siebten Rang. Im Februar 2014 holte er im Sprint in Meråker seinen ersten Sieg im Scandinavian Cup. Zum Auftakt der Saison 2014/15 in Ruka erreichte er mit dem dritten Platz im Sprint seine erste Weltcuppodestplatzierung. Er kam in der Saison bei allen sieben teilgenommenen Rennen in den Punkterängen und fünfmal unter die ersten zehn. Bei den U23-Weltmeisterschaften 2015 in Almaty gewann er Gold im Sprint. Die Saison beendete er auf dem fünften Rang in der Sprintwertung und auf dem dritten Platz in der U23-Wertung. Im März 2015 gewann er in Rauland das Helterennet über 42 km klassisch. Zu Beginn der Saison 2015/16 holte er bei der Nordic Opening in Ruka, die er vorzeitig beendete, bei der Sprintetappe seinen ersten Sieg im Weltcup. Im weiteren Saisonverlauf kam er im Weltcup viermal unter die ersten Zehn, darunter Platz drei beim Sprint in Davos. Die Saison beendete er auf dem achten Platz im Sprintweltcup und dem zweiten Rang in der U23-Wertung. In der folgenden Saison startete er dreimal im Einzelweltcup. Dabei kam er zweimal unter die ersten Zehn, darunter Platz zwei im Sprint in Pyeongchang und erreichte abschließend den 40. Platz im Gesamtweltcup und den 15. Rang im Sprintweltcup.
Nach Platz 72 beim Lillehammer Triple zu Beginn der Saison 2018/19, erreichte Fossli mit vier Top-Zehn-Platzierungen, den 35. Platz im Gesamtweltcup und den zehnten Rang im Sprintweltcup.
Im August 2019 erlitt Fossli während einer Autofahrt einen Herzstillstand. Er konnte dank sofortiger Hilfe erfolgreich reanimiert werden und überlebte den Vorfall. Danach ist er zu keinem Rennen mehr angetreten und erklärte 2020 schlussendlich auf Anraten seiner Ärzte sein Karriereende.

## Erfolge

### Etappensiege bei Weltcuprennen
| Nr. | Datum             | Ort  | Disziplin               | Rennen              |
| --- | ----------------- | ---- | ----------------------- | ------------------- |
| 1.  | 27. November 2015 | Ruka | 1,4 km Sprint klassisch | Nordic Opening 2015 |

### Siege bei Continental-Cup-Rennen
| Nr. | Datum           | Ort     | Disziplin        | Serie            |
| --- | --------------- | ------- | ---------------- | ---------------- |
| 1.  | 8. Februar 2014 | Meråker | Sprint klassisch | Scandinavian Cup |

## Platzierungen im Weltcup

### Weltcup-Statistik
Die Tabelle zeigt die erreichten Platzierungen im Einzelnen.
- 1.–3. Platz: Anzahl der Podiumsplatzierungen
- Top 10: Anzahl der Platzierungen unter den ersten zehn
- Punkteränge: Anzahl der Platzierungen innerhalb der Punkteränge
- Starts: Anzahl gelaufener Rennen in der jeweiligen Disziplin
- Hinweis: Bei den Distanzrennen erfolgt die Einordnung gemäß FIS.

| Platzierung         | Distanzrennen a | Distanzrennen a | Distanzrennen a | Distanzrennen a | Distanzrennen a | Skiathlon Verfolgung | Sprint | Etappen- rennen b | Gesamt | Team   | Team    |
| Platzierung         | ≤ 5 km          | ≤ 10 km         | ≤ 15 km         | ≤ 30 km         | > 30 km         | Skiathlon Verfolgung | Sprint | Etappen- rennen b | Gesamt | Sprint | Staffel |
| ------------------- | --------------- | --------------- | --------------- | --------------- | --------------- | -------------------- | ------ | ----------------- | ------ | ------ | ------- |
| 1. Platz            |                 |                 |                 |                 |                 |                      | 1      |                   | 1      |        |         |
| 2. Platz            |                 |                 |                 |                 |                 |                      | 1      |                   | 1      |        |         |
| 3. Platz            |                 |                 |                 |                 |                 |                      | 2      |                   | 2      |        |         |
| Top 10              |                 |                 |                 |                 |                 |                      | 21     |                   | 21     |        |         |
| Punkteränge         |                 |                 |                 |                 |                 |                      | 38     |                   | 38     | 1      |         |
| Starts              |                 | 2               | 1               |                 |                 | 1                    | 42     | 1                 | 47     | 1      |         |
| Stand: Karriereende |                 |                 |                 |                 |                 |                      |        |                   |        |        |         |

### Weltcup-Gesamtplatzierungen
| Saison  | Gesamt | Gesamt | Sprint | Sprint |
| Saison  | Punkte | Platz  | Punkte | Platz  |
| ------- | ------ | ------ | ------ | ------ |
| 2010/11 | 6      | 153.   | 6      | 96.    |
| 2011/12 | -      | -      | -      | -      |
| 2012/13 | 39     | 96.    | 39     | 49.    |
| 2013/14 | 77     | 70.    | 77     | 30.    |
| 2014/15 | 267    | 27.    | 267    | 5.     |
| 2015/16 | 268    | 29.    | 268    | 8.     |
| 2016/17 | 161    | 40.    | 161    | 15.    |
| 2017/18 | 146    | 41.    | 146    | 14.    |
| 2018/19 | 204    | 35.    | 204    | 10.    |